# Jerzy Kordowicz
Jerzy Kordowicz (ur. 17 listopada 1943 w Wilnie) – polski dziennikarz radiowy, publicysta, realizator i reżyser dźwięku, popularyzator muzyki elektronicznej.
Jerzy Kordowicz od II połowy lat 70. XX w. popularyzuje w audycjach radiowych twórczość muzyków posługujących się instrumentami elektronicznymi. W jego programach debiutowały dziesiątki polskich twórców tego nurtu. Uznawany jest za najważniejszy krajowy autorytet w dziedzinie popularnej muzyki elektronicznej.

## Życiorys

### Młodość
Jerzy Kordowicz po maturze rozpoczął studia na Wydziale Łączności Politechniki Warszawskiej wkrótce przemianowanym na Wydział Elektroniki. Jego kolegą z roku był Tadeusz Sznuk. Kordowicz uczestniczył w organizacji kulturalnego życia studenckiego, był członkiem zespołu muzycznego Kaskady, dla którego też komponował. Nie ukończywszy studiów został powołany do odbycia dwuletniej służby wojskowej w kompanii łączności. Tam założył zespół muzyczny akompaniujący grupie poetyckiej. Po ukończeniu służby podjął w 1968 staż w Polskim Radiu (PR) na stanowisku operatora dźwięku. Pracował m.in. w studiach, gdzie realizowano słuchowiska Teatru Polskiego Radia, uczestniczył w nagraniach audycji dla wszystkich programów PR w obiektach przy ul. Myśliwieckiej.

### Lata 70.
W 1971 Jerzy Kordowicz etatowo związał się z Programem III Polskiego Radia, gdzie Andrzej Korman, ówczesny kierownik redakcji muzycznej anteny, zaproponował mu stanowisko montażysty muzycznego. Niemal od początku pracy w Trójce jego rola w redakcji daleko wykroczyła poza techniczne obowiązki montażysty. Współtworzył z Grzegorzem Wasowskim i Markiem Dalbą satyryczny Samouczek pojawiający się na antenie w Ilustrowanym Tygodniku Rozrywkowym (ITR). Marek Gaszyński powierzył mu realizację niedzielnego cyklu Przeboje na start. Pisał zapowiedzi dla dyżurnych spikerów, montował nagrania piosenek użyczane przez ambasadę USA, ówcześnie jedno ze źródeł aktualnej muzyki rozrywkowej zza żelaznej kurtyny na antenie stacji. W 1974 audycja Historia jednego przeboju, której był realizatorem i współautorem, została uhonorowana nagrodą Premio Ondas. Zmotywowany sukcesem podjął studia na Wydziale Reżyserii Muzycznej Państwowej Wyższej Szkoły Muzycznej w Warszawie. Promotorem jego dyplomu był prof. Antoni Karużas. Równolegle do pracy redakcyjnej zajmował się oprawą muzyczną różnych form radiowych. Ilustrował słuchowiska Teatru PR oraz wiele programów macierzystej anteny. Był m.in. pomysłodawcą formy sygnału czołówkowego magazynu satyrycznego 60 minut na godzinę i jego oprawy dźwiękowej, formy kolażu dźwiękowego wspomnianego Samouczka oraz ilustracji ITR-u i późniejszego Ilustrowanego Magazynu Autorów.
W połowie lat 70. zaczął się krystalizować profil redakcyjnej aktywności Kordowicza jako dziennikarza i prezentera radiowego. Z twórcami związanymi ze Studiem Eksperymentalnym Polskiego Radia prowadził audycje dotyczące muzyki elektronicznej. Z Krzysztofem Szlifirskim stworzył cykl Instrumenty elektryczne i elektronowe, z Eugeniuszem Rudnikiem – serię audycji Fantazja elektryczna. Od początku 1977 rozpoczęła się na antenie programu III emisja cotygodniowego Studia nagrań, autorskiej audycji Jerzego Kordowicza, której bezpośrednią kontynuacją jest Studio el-muzyki, z późniejszymi przerwami nadal emitowane. Magazyn wypełniała twórczość artystów dokonujących elektronicznych transkrypcji muzyki poważnej takich jak Isao Tomita czy Walter Carlos; zespołów rockowych w których muzyce instrumenty klawiszowe zaczęły stanowić o charakterze brzmienia, m.in. Emerson, Lake and Palmer, Pink Floyd czy The Alan Parsons Project; wreszcie solistów i grupy których twórczość zaczęła od niedawna definiować popularne użycie określenia muzyka elektroniczna, takich jak: Tangerine Dream, Klaus Schulze, Kraftwerk, Vangelis, Jean-Michel Jarre, Kitaro, Brian Eno. Do wprowadzenia stanu wojennego i zawieszenia emisji radia prezentował też muzykę tworzoną za pomocą instrumentów elektronicznych w audycjach: Muzykobranie, Między snem, a dniem i Muzyczna poczta UKF.

### Lata 80.
Pierwsze wydanie Studia nagrań po wznowieniu nadawania Trójki zostało wyemitowane 5 kwietnia 1982. Kordowicz zaczął też prowadzić na zmianę z innymi redaktorami muzyczne wieczornonocne wydania Zapraszamy do Trójki i nadawaną również o tej porze autorską Elektroniczną fantazję. W latach 80. do zagranicznego repertuaru Studia nagrań zaczęła dołączać twórczość krajowych wykonawców. W 1982 w pierwszym wrześniowym wydaniu Kordowicz zaprezentował anonimową muzykę, po emisji zapytał słuchaczy o jej autorstwo. W kolejnym wydaniu prezentującym dalszy ciąg muzyki odpowiedziom sugerującym któregoś z wykonawców zagranicznych przysłuchiwał się gość audycji, debiutujący jako solista Marek Biliński, autor nagrań roboczo nazwanych Muzyką na syntezatory lub Elektroniczną suitą w 6 częściach. Słuchacze zostali poproszeni o zaproponowanie tytułów całości i poszczególnych utworów. Po miesiącu i wyborze najlepszej propozycji przez muzyka w Studiu nagrań zostały ponownie wyemitowane fragmenty zatytułowanego już Ogrodu króla świtu. Solowy debiut Bilińskiego wydała w kolejnym roku wytwórnia Wifon z notą okładkową Kordowicza. W maju 1983 na 2 lata przed pierwszym wydawnictwem fonograficznym w audycji po raz pierwszy pojawiła się muzyka Władysława Komendarka, w repertuarze Studia nagrań obecni byli Czesław Niemen i Józef Skrzek. W kolejnych latach sukcesywnie pojawiali się m.in.: Igor Czerniawski, Krzysztof Kacperski (klawiszowiec zespołu Wanda i Banda), EQ, Omni, Sławomir Łosowski, Mikołaj Hertel, Orkiestra Ósmego Dnia i Jan A.P. Kaczmarek, Wojciech Olszak, Laboratorium i Janusz Grzywacz, Electronic Division, Krzysztof Sadowski, Krzysztof Duda, Krzysztof Kobyliński, Tadeusz Grabowski, Marek Pluciński, Jacek Bąk i Andrzej Rejman. W latach 80. w Studiu nagrań zaczęły się też pojawiać informacje dotyczące rynku instrumentów elektronicznych, relacje z targów muzycznych i wystaw sprzętu, omówienia nowych syntezatorów, sekwencerów i samplerów. Jako eksperci w tej dziedzinie w audycjach gościli m.in. Krzysztof Bem, Wojciech Karolak, Janusz Popławski i Tadeusz Jaśkiewicz. Studio nagrań informowało też o pierwszych inicjatywach rodzących się z rosnącej popularności muzyki elektronicznej, takich jak Klub Miłośników Muzyki Elektronicznej i Medytacyjnej (KMMEiM) przy warszawskim Ośrodku Kultury Ochoty, którego organizator, muzyk Artur Lasoń opowiadał w audycjach o jego działalności. W nocnych programach pojawiły się monograficzne cykle prezentujące dyskografie takich artystów jak Klaus Schulze i Tangerine Dream. W tym okresie Kordowicz był kierownikiem Redakcji Muzyki Rozrywkowej i Jazzowej Programu III PR. W 1986 jego następcą na tym stanowisku został Paweł Sztompke. Jako współtwórca nadawanej od tego roku satyrycznej audycji Nie tylko dla orłów udzielał głosu bohaterom jej skeczów, m.in. Gandalfowi z Doradztwa intymnego, był też autorem kolażowej, nawiązującej w estetyce do wcześniejszego Samouczka, oprawy muzycznej całego magazynu. Równolegle do obecności na macierzystej antenie od kwietnia 1982 do końca lipca miał cotygodniową audycję Klasycy syntezatorów w programie IV PR. Od października 1983 jego audycja o takim samym tytule pojawiała się raz na 2 tygodnie w programie II PR. Pod koniec marca 1985 magazyn zmienił tytuł na Muzykę na syntezatory i stał się tygodnikiem, by na początku listopada 1986 przekazać czas emisji red. Jerzemu Jopowi i jego audycji z muzyką elektroniczną w pasmie Słuchajmy razem.
Poza obecnością na antenie w tym okresie Kordowicz kontynuował działalność jako ilustrator Teatru PR. Rozpoczął również współpracę w tej dziedzinie z wytwórnią Tonpress, dla której tworzył oprawy muzyczne baśni dla dzieci wydawanych na płytach gramofonowych. Na życzenie Juliusza Owidzkiego, ówczesnego szefa Teatru PR, zadebiutował też jako reżyser słuchowiskiem Balet w radiu wg tekstu Woody’ego Allena ze Stanisławą Celińską, Markiem Kondratem i Grzegorzem Wasowskim w obsadzie.
W 1983 po raz pierwszy zagrali w Polsce koncerty Klaus Schulze i grupa Tangerine Dream, znani krajowemu audytorium głównie z audycji Kordowicza. On sam został zaproszony przez Pagart, krajowego organizatora tras koncertowych, do zapowiadania występów. Na przełomie 1983/84 jako producent uczestniczył Kopenhadze w nagraniu płyty Nothing's Sacred międzynarodowego zespołu Prince Scandal. Do współpracy zaprosił go Paul Sedkowski, pochodzący z Polski lider zespołu, za radą Wojciecha Zamorskiego, pracującego ówcześnie w Trójce. W kraju popularność zdobyła pochodząca z płyty piosenka September Song, która trafiła na Radiową listę przebojów Programu I, osiągając dwukrotnie 1. pozycję w zestawieniu utworów zagranicznych (notowania 130 i 132 z 29 września i 13 października 1984), i Listę Przebojów Rozgłośni Harcerskiej. Kordowicz nie mógł osobiście zapowiadać zimowego tournee Tangerine Dream ponieważ w Danii kończyła się właśnie realizacja płyty Nothing's Sacred. Wprowadzenie zostało nagrane i było odtwarzane przed rozpoczęciem koncertów trasy. Fragment tej zapowiedzi otwiera album zespołu Poland – The Warsaw Concert dokumentujący koncerty z 10 grudnia 1983 w hali Torwaru. Muzycy, którym spodobała się barwa radiowego głosu prezentera, zdecydowali się umieścić ją na albumie wydanym przez wytwórnię Jive Records i w kraju – Tonpress w 1984.
W latach 80. Jerzy Kordowicz zaczął być uznawany za główny autorytet w dziedzinie popularnej muzyki elektronicznej. W Jazz Forum i Non Stopie publikował recenzje płyt i koncertów, w Audio hi-fi Video – recenzje i testy sprzętu audio. Wytwórnie płytowe umieszczały na okładkach nagrań przygotowane przez niego noty wydawnicze.

### Lata 90.
Na przełomie lat 80. i 90. Jerzy Kordowicz wypromował stworzone przez siebie pojęcie el-muzyka wydzielające z nurtu muzyki elektronicznej tę twórczość, która przestała być studyjnym eksperymentem a, po pojawieniu się Minimooga i innych instrumentów elektronicznych dostępnych szerszemu gronu twórców, znalazła miejsce w popkulturze. Uważał, że pojęcie rock elektroniczny zawęża opis niejednorodnego gatunku, definiowanego przez dominujący warsztat pracy twórcy a nie – styl muzyczny. Podczas jednego z wydań Studia nagrań poddał neologizm osądowi zaproszonych gości, Czesława Niemena i Marka Bilińskiego, spotykając się z ich życzliwą reakcją. Od przełomu marca i kwietnia 1991 po 800. wydaniu program kontynuował swoją obecność na antenie Trójki jako Studio el-muzyki.
Czas po transformacji ustrojowej spowodował m.in. dużą dostępność zachodnich instrumentów elektronicznych. Ten fakt i dotychczasowa popularność muzyki na nich tworzonej, wytworzona w dużej mierze przez audycje Jerzego Kordowicza, zainspirowały wielu słuchaczy do podjęcia samodzielnych prób twórczych. Od początku lat 90. sztandarowemu magazynowi Kordowicza w Trójce zaczęła towarzyszyć cotygodniowa audycja – plebiscyt Top TLEN – Trójkowa Lista Elektronicznych Nagrań. Audycja miała bardziej charakter zbioru propozycji, niż regularnej listy przebojów, wyniki podsumowywane były raz do roku. Niemal od początku okazało się, że słuchacze szczególnie chętnie głosują na muzykę polskich twórców, co ośmielało kolejnych do przysyłania Kordowiczowi swoich niewydanych jeszcze kompozycji. Nastąpił wysyp radiowych debiutów, natychmiast ocenianych głosami słuchaczy Top TLENu. W tym okresie w audycjach Kordowicza pojawiła się muzyka, często po raz pierwszy emitowana na antenie ogólnopolskiej, którą tworzyli m.in. Konrad Kucz, Daniel Bloom, Aquavoice (Tadeusz Łuczejko), Kayanis, Marek Szulen, Robert Kanaan, Thomas Gruberski, Piotr Grinholc, Jarosław Degórski, Key Follow, KiK (Dariusz Kaliński i Tomasz Kubiak), Bookovsky, Remote Spaces (Krzysztof Horn i Konrad Jakrzewski), Odyssey (Tomasz Pauszek) i Polaris (Jakub Kmieć). Częstym gościem audycji był Ziemowit Poniatowski, wywodzący się ze środowiska KMMEiM założyciel firmy Generator, dystrybutora wydawnictw fonograficznych i organizatora imprez, który opowiadał o zagranicznych nowościach wydawniczych. Na początku lat 90. nocne pasmo programu III PR zyskało wspólną nazwę Trójki pod księżycem, audycje Jerzego Kordowicza emitowane o tej porze przybrały nazwę El-Trójka pod księżycem. Po rozpoczęciu emisji całodobowej stacji w 1995 przez pewien czas były to 6-godzinne maratony trwające od północy do 6 nad ranem. W tym okresie częstotliwość nocnych audycji z muzyką elektroniczną zmniejszyła się jednak do jednej na miesiąc.
Poza anteną Trójki Kordowicz w latach 90. publikował artykuły dotyczące muzyki elektronicznej w czasopismach Muzyk FCM, Brzmienia i Music News. Nie powiodła się próba wprowadzenia tej tematyki do telewizji. Program Wizje el-muzyki, przygotowany przy współpracy Generatora pozostał tylko odcinkiem pilotowym, wyemitowanym 22 marca 1995 w programie 2 Telewizji Polskiej (TVP). Nie był to jednak jedyny kontakt z medium wizyjnym, Kordowicz skomponował i nagrał tła dźwiękowe do kilkunastu odcinków programu satyrycznego Magazynio, Krzysztofa Jaroszyńskiego i Stefana Friedmanna, emitowanego w programie 1 TVP. Prowadził w tej dekadzie wiele imprez koncertowych, m.in. Zloty Elektronicznych Fanatyków ZEF organizowane w Piszu. Od 1999 prowadził też co roku koncerty Międzynarodowych Prezentacji Muzycznych Ambient, organizowanych przez Tadeusza Łuczejkę w Gorlickim Centrum Kultury.

### Nowy wiek
Początek XXI wieku był niekorzystnym czasem dla obecności Jerzego Kordowicza na antenie Trójki. Od połowy lutego 2001 Top TLEN został włączony do Studia el-muzyki, nowa godzinna audycja została nazwana Studio TLEN. Niebawem po objęciu stanowiska dyrektora anteny przez Witolda Laskowskiego audycje Kordowicza, ówczesnego przewodniczącego koła Syndykatu Dziennikarzy Polskich w redakcji, zniknęły z ramówki Trójki. Ostatnie Studio TLEN zostało wyemitowane 10 a El-Trójka pod księżycem – 12 marca 2002. Po protestach słuchaczy i liście otwartym czołowych polskich twórców muzyki elektronicznej do Krajowej Rady Radiofonii i Telewizji i Ryszarda Miazka, ówczesnego prezesa PR, Kordowicz wrócił na antenę w sierpniu ale tylko z El-Trójką pod księżycem, raz w miesiącu, od 2 do 4 nad ranem w pasmie Nocna Polska. Taka sytuacja trwała niemal do końca dekady. W międzyczasie w 2004 Kordowicz przeszedł na wcześniejszą emeryturę, kontynuował jednak współpracę z programem III PR. Dwa lata po objęciu szefostwa anteny przez Krzysztofa Skowrońskiego, 11 kwietnia 2008, audycja wróciła do częstotliwości cotygodniowej i nazwy Studio el-muzyki. Nadawana też była odtąd od północy do 2. W tym okresie znaczące były debiuty w programie muzyki Przemysława Rudzia w 2009, jeszcze przed publikacją pierwszej płyty w rozpoczynającym rok później działalność wydawniczą Generatorze oraz grupy Endorphine. Z końcem czerwca 2010 audycja kolejny raz zniknęła z ramówki Trójki, tym razem na 6 lat. Protest słuchaczy, pisma do ówczesnej dyrektor anteny Magdaleny Jethon od czołowych polskich twórców muzyki elektronicznej, wspartych przez Jean-Michela Jarre’a i Holgera Czukaya, zawiadomionych przez fanów, nie dały tym razem efektu.
Po odejściu z programu III PR Kordowicz nie zaprzestał dotychczasowej aktywności. W grudniu był prelegentem i panelistą podczas konferencji WEFCON 2010 organizowanej przez środowisko twórców związanych z Warsaw Electronic Festivalem w warszawskiej Zachęcie. Od maja do września 2011 jedyny raz w karierze pojawił się jako prezenter programu w medium innym niż nadawca publiczny. Prowadził sobotnią i niedzielną audycję Tragarze syntezatorów wydawaną pod patronatem Narodowego Centrum Kultury w internetowym Radiu Wnet założonym przez Skowrońskiego, który również wcześniej rozstał się z Trójką.
Tak jak wcześniej, w XXI wieku Kordowicz prowadził również wiele wydarzeń koncertowych. Kontynuował współpracę z gorlickim festiwalem Ambient (do 2015), w 2008 i 2009 zapowiadał też koncerty festiwalu The Day of Electronic Music w Cekcynie. 13 listopada 2008 w warszawskiej bazylice oo. Salezjanów zapowiadał występ duetu Klaus Schulze i Lisa Gerrard. Był pomysłodawcą, dyrektorem artystycznym i prowadził koncerty festiwalu Music Wave – Szczecin Live towarzyszącego w latach 2009–2011 Międzynarodowemu Festiwalowi Ogni Sztucznych „Pyromagic” w Szczecinie. Rok po roku występy m.in. Józefa Skrzeka, Władysława Komendarka, Krzysztofa Horna, Electronic Revival, Medusy, Machine Brothers, Daniela Blooma, Wolframa Der Spyry i Roksany Wikaluk, Marka Bilińskiego, Aquavoice, Polarisa, Steve’a Schroydera, Sławomira Łosowskiego, Tomasza Ostrowskiego oraz Jarosława Degórskiego przeplatane pokazami pirotechnicznymi miały stutysięczną widownię zgromadzoną na Wałach Chrobrego. Razem z Arturem Lasoniem Kordowicz był 14 grudnia 2013 honorowym gościem koncertu Józefa Skrzeka, Konrada Kucza i Marka Plucińskiego w 25. rocznicę ich wspólnego występu zorganizowanego przez KMMEiM w Ośrodku Kultury Ochoty. 4 czerwca 2014, nawiązując do nagrania z 1983, zapowiadał koncert Tangerine Dream w hali Arena Ursynów. Występ grupy okazał się być ostatnim w Polsce, w którym wystąpił jej lider i założyciel, Edgar Froese, zmarły w następnym roku.
Z inicjatywy Adama Hlebowicza, który w kwietniu 2016 został nowym dyrektorem pogramu III PR, Jerzy Kordowicz został zaproszony do powrotu do redakcji. Zaproponował wznowienie Top TLENu promującego wyłącznie muzykę polską, ostatecznie zdecydowano, że repertuar audycji będzie mieszany. W czerwcu 2016 wznowił współpracę z rozgłośnią, ponownie prowadząc Studio el-muzyki.

## Nagrody i wyróżnienia
- Premio Ondas (Barcelona 1974) za eksperymentalną audycję Historia jednego przeboju
- I nagroda OIRT (Sofia 1989 – Bratysława)[1]

## Życie prywatne
Jest synem Wiktora Kordowicza (1904-1982), nauczyciela, działacza społecznego i historyka ruchu ludowego. Jego siostrą jest Muriel Kordowicz (1949), tłumaczka z języków byłej Jugosławii i poetka. Jego córkami są: Małgorzata, pierwsza polska rabinka, Maria, doktor nauk psychologicznych i Monika, producentka muzyczna i estradowa, w różnych okresach menadżerka Justyny Steczkowskiej, Nataszy Urbańskiej, Beaty Kozidrak i Dody.

## Znaczenie
Jerzy Kordowicz w pierwszym okresie swojej pracy dziennikarza muzycznego samodzielnie rozpropagował w kraju nowy i nabierający popularności w zachodniej popkulturze nurt muzyki tworzonej za pomocą instrumentów elektronicznych. Jego audycje radiowe były inspiracją do podjęcia analogicznej twórczości przez rodzimych artystów i początkowo jedynym miejscem ich publikacji. Swoją działalnością zbudował audytorium, popularność gatunku, stale dostarczając informacji o jego rozwoju, kierunkach w których podąża. Uważany jest za ojca chrzestnego środowiska muzyków elektronicznych i grona miłośników ich twórczości. W radiofonii był inspiratorem debiutów antenowych Tomasza Beksińskiego i Jana Zagozdy. Jako nauczyciela radiowego rzemiosła i mentora przywołują go młodsi redakcyjni koledzy: Janusz Deblessem, Wojciech Ossowski i Roman Rogowiecki.